# Luciana De Simoni
Luciana De Simoni (geboren am 24. März 1957 in Frascati, Provinz Udine) ist eine italienische Medailleurin.

## Werdegang

Italienische Kursmünze zu 2 Cent (seit 2002)

Luciana De Simoni erhielt in einer staatlichen Kunstschule in Marino, Region Latium, eine Ausbildung zur Goldschmiedin. Die dabei erworbenen Kenntnisse des Treibens, des Wachsausschmelzverfahrens und der Schmuckgestaltung konnte sie in den folgenden Jahren in einer Goldschmiedewerkstatt vertiefen. 1978 begann sie ein Studium an der Accademia di Belle Arti di Roma und wurde von Pericle Fazzini in Bildhauerei unterrichtet. Bei Emilio Greco erlernte sie die Grundlagen des Kupferstichs und des Medaillenschneidens. Darüber hinaus besuchte sie Kurse an der Scuola dell'Arte della Medaglia - Giuseppe Romagnoli des Istituto Poligrafico e Zecca dello Stato.
1982 gewann De Simoni einen Wettbewerb, der vom Istituto Poligrafico veranstaltet wurde. In der Folgezeit entwarf sie für das Institut, das sowohl als Staatsdruckerei als auch als Münzprägeanstalt fungiert, Briefmarken und andere philatelistische Produkte. Seit 1987 ist sie als Medailleurin und Graveurin mit Entwurf und Herstellung von Medaillen und Münzen befasst. De Simoni entwarf neben der italienischen Euromünze zu 2 Cent, mit dem Mole Antonelliana, eine Reihe von 2-Euro-Gedenkmünzen und Sammlermünzen für Italien, San Marino und den Vatikan. Sie unterrichtet an einer staatlichen Kunstschule Goldschmiedekunst. De Simoni lebt und arbeitet in Rom.

## Werke (Auswahl)
- Bildseite der Silbermünze zu 500 Lire anlässlich des 500. Jahrestags der Entdeckung Amerikas (1991);
- Silbermünze zu 1000 Lire aus der Serie Flora e fauna da salvare (1993);
- Silbermünze zu 1000 Lire anlässlich der XXVI Olympischen Spiele in Atlanta (1996);
- Gedenkmünze zu 500 Lire anlässlich des 20. Gründungstags des Internationalen Fonds für landwirtschaftliche Entwicklung (Rückseite, 1998);
- Gedenkmünze zu 1000 Lire aus Silber anlässlich des 400. Todestags von Giordano Bruno (2000);
- Gedenkmünze zu 50.000 Lire aus Gold zum 250. Jahrestag des Palast von Caserta (2001);
- Bildseite der italienischen Euro-Kursmünze zu 2 Cent (seit 2002);
- 2-Euro-Gedenkmünze des Vatikans anlässlich des 75. Jahrestags der Gründung des Staates Vatikanstadt (2004, Stich nach einem Entwurf von Guido Veroi);
- Bildseite der Euro-Kursmünzen der Vatikanstadt zu 2 Cent und 50 Cent mit dem Wappen des Camerlengo Eduardo Martínez Somalo (2005, Stich nach einem Entwurf von Daniela Longo).
- 2-Euro-Gedenkmünze "200 Jahre Carabinieri" (2014);
- 2-Euro-Gedenkmünze San Marinos zum 750. Geburtstag von Giotto di Bondone (2017);
- Bildseite der Euro-Kursmünze der Vatikanstadt zu 5 Cent mit dem Wappen von Papst Franziskus (seit 2017);
- Bildseite der Euro-Kursmünze von San Marino zu 1 Euro mit dem Wehrturm Cesta über der Stadt San Marino (seit 2017).